# Liste der Kulturgüter in Büsserach
Die Liste der Kulturgüter in Büsserach enthält alle Objekte in der Gemeinde Büsserach im Kanton Solothurn, die gemäss der Haager Konvention zum Schutz von Kulturgut bei bewaffneten Konflikten, dem Bundesgesetz vom 20. Juni 2014 über den Schutz der Kulturgüter bei bewaffneten Konflikten sowie der Verordnung vom 29. Oktober 2014 über den Schutz der Kulturgüter bei bewaffneten Konflikten unter Schutz stehen.
Objekte der Kategorie A sind im Gemeindegebiet nicht ausgewiesen, Objekte der Kategorie B sind vollständig in der Liste enthalten, Objekte der Kategorie C fehlen zurzeit (Stand: 1. Januar 2023).

## Kulturgüter
| Foto | | Objekt                                                                          | Kat. | Typ | Standort                              | Beschreibung |
| ---- | --- | ------------------------------------------------------------------------------- | ---- | --- | ------------------------------------- | ------------ |
| BW   | Datei hochladen · Wikidata zu Mittelstrasse, früh- und hochmittelalterliches Handwerkerviertel (Q116768202) | Mittelstrasse, früh- und hochmittelalterliches Handwerkerviertel KGS-Nr.: 16503 | A    | F   | Mittelstrasse 607677 / 249650         |              |
| BW   | Datei hochladen · Wikidata zu Thiersteinhöhle, altsteinzeitliche Höhlensiedlung (Q116768243)                | Thiersteinhöhle, altsteinzeitliche Höhlensiedlung KGS-Nr.: 02177                | B    | F   | Thiersteinhöhle 607550 / 248200       |              |
| BW   | Datei hochladen · Wikidata zu Burgruine Bännli (Q116768277)                                                 | Bännli, mittelalterliche Burgruine KGS-Nr.: 02288                               | B    | F   | Bännli 606090 / 248590                |              |
| BW   | Datei hochladen · Wikidata zu Bättlerchuchi, alt- oder mittelsteinzeitliche Abrisiedlung (Q116768487)       | Bättlerchuchi, alt- oder mittelsteinzeitliche Abrisiedlung KGS-Nr.: 02335       | B    | F   | 607950 / 247750                       |              |
| ja   | Datei hochladen · Wikidata zu Burg Neu-Thierstein (Q1013243)                                                | Burgruine Thierstein KGS-Nr.: 04519                                             | B    | G   | Schlossweg 12 607530 / 248240         |              |
| ja   | Datei hochladen · Wikidata zu Turm der Pfarrkirche (Q29880656)                                              | Turm der Pfarrkirche KGS-Nr.: 13497                                             | B    | G   | Oberdorfstrasse (11) 607653 / 248780  |              |
| ja   | Datei hochladen · Wikidata zu Gemeindehaus (Q29880651)                                                      | Gemeindehaus KGS-Nr.: 13498                                                     | B    | G   | Breitenbachstrasse 22 607735 / 249106 |              |
| ja   | Datei hochladen · Wikidata zu Ehemalige Zehntenscheune spätgotisch (Q29880650)                              | Ehemalige Zehntenscheune KGS-Nr.: 13948                                         | B    | G   | Oberdorfstrasse 6 607601 / 248779     |              |